# 九江郡
九江郡（きゅうこう-ぐん）は、中国にかつて存在した郡。秦代に現在の安徽省中部に設置されたが、三国時代に廃止され、隋代に現在の江西省北部に再設置された。

## 概要
秦のとき九江郡が立てられた。
紀元前203年（漢の高帝4年）、英布が淮南王に封じられ、九江郡・衡山郡・廬江郡・豫章郡を管轄する淮南国が置かれた。紀元前122年（元狩元年）、淮南王劉安が自殺すると、再び九江郡が置かれた。前漢の九江郡は揚州に属し、寿春・逡遒・成徳・橐皋・陰陵・歴陽・当塗・鍾離・合肥・東城・博郷・曲陽・建陽・全椒・阜陵の15県を管轄した。王莽のとき、延平郡と改称された。
後漢が建てられると、九江郡の称にもどされた。九江郡は陰陵・寿春・逡遒・成徳・西曲陽・合肥・歴陽・当塗・全椒・鍾離・阜陵・下蔡・平阿・義成の14県を管轄した。
221年（魏の黄初2年）、曹邕が淮南公に封じられ、九江郡を管轄する淮南国が置かれた。223年（黄初4年）、曹邕が陳王に改封されると、九江郡にもどされた。232年（太和6年）、曹彪が楚王に封じられ、九江郡を管轄する楚国が置かれた。251年（嘉平3年）、曹彪が自殺すると、楚国は廃止され、淮南郡と改められた。
607年（大業3年）に隋により州が廃止されて郡が置かれると、江州が九江郡と改称された。隋の九江郡は湓城・彭沢の2県を管轄した。
621年（武徳4年）、唐が林士弘を平定すると、九江郡は江州と改められ、九江郡の呼称は姿を消した。